# Phaenobezzia vacunae
Phaenobezzia vacunae är en tvåvingeart som först beskrevs av Meillon 1936.  Phaenobezzia vacunae ingår i släktet Phaenobezzia och familjen svidknott. Inga underarter finns listade i Catalogue of Life.